# Iniciativa No a la Opresión contra las Mujeres
La Iniciativa No a la Opresión contra las Mujeres (en inglés No to Oppression against Women Initiative) es un movimiento que nació en 2009 en defensa de los derechos de las mujeres sudanesas activo durante la era de Omar al-Bashir que jugó también un papel importante durante el Revolución sudanesa de 2018- 2019.

## Creación
La Iniciativa No a la opresión contra las mujeres fue creada en 2009 para defender los derechos de las mujeres en Sudán después de que Lubna al-Hussein, una periodista sudanesa que trabajaba con las Naciones Unidas, fue arrestada por usar pantalones, lo que las autoridades judiciales consideraron una violación de la ley de orden público basada en la sharia.  Hussein fue arrestada con otras doce mujeres que también llevaban pantalones en un restaurante de Jartum. En el juicio celebrado el 4 de agosto de 2009, doscientas mujeres y hombres activistas se manifestaron en protesta contra el juicio y fueron dispersados por la policía antidisturbios con gases lacrimógenos, escudos y palos. Diez mujeres ya habían sido azotadas por usar pantalones. Una de las pancartas de protesta en la protesta del 4 de agosto mostró el eslogan adoptado como el nombre de la Iniciativa: "No a la opresión contra las mujeres".

## Miembros y cofundadores
Dr.Ihsan Fagiri 
Amal Habani
Tahani Abass 
Rashida Shamseldein 
Najlaa Norin 
Gomaria Omer 

## Objetivos
La Iniciativa tiene como objetivo defender los derechos de las mujeres a través del monitoreo de violaciones de derechos, apoyar a las víctimas durante las audiencias judiciales, hacer comunicados de prensa, organizar talleres, proporcionar abogados pro bono para las víctimas y visitar a las mujeres en las cárceles.

## Actividades
La iniciativa implementa varias actividades en todo Sudán, tales como:
- Supervisión de violaciones
- Campaña de promoción y sensibilización.
- Asistencia legal y apoyo para necesidades específicas
- Finanzas y otros recursos

## Durante el mandato de Al-Bashir
En agosto de 2014, el Servicio Nacional de Inteligencia y Seguridad (NISS) arrestó a 16 miembros de la Iniciativa No a la opresión contra las mujeres que pedían la liberación de Mariam al-Sadiq al-Mahdi, vicepresidenta del Partido Nacional Umma e hija del ex primer ministro Sadiq al-Mahdi .  
En 2016, la Iniciativa No a la opresión contra las mujeres documentó la condena de 15.000 mujeres a la flagelación,  de un total de 45.000 procesamientos de mujeres bajo la Ley de Orden Público. La Iniciativa organizó seminarios y resistencia cultural a través de festivales.  
A principios de 2018, durante una ofensiva contra activistas de derechos humanos, NISS convocó a cuatro miembros de la Iniciativa, Rashida Shamseldein, Ihsan Fagiri, Najlaa Norin y Gomaria Omer, para interrogarlos.  

## Revolución sudanesa
La Iniciativa No a la opresión contra las mujeres fue una de las principales redes feministas, junto con las Mujeres de los grupos cívicos y políticos sudaneses,  que desempeñó un papel destacado en la alianza de las Fuerzas de Libertad y Cambio (FFC) que coordinó las protestas y negoció con El Consejo Militar de Transición durante la Revolución Sudanesa 2018-2019 .  
Durante la fase de transición de 39 meses a la democracia, en nombre de la Iniciativa No a la Opresión contra las Mujeres, Ihsan Fagiri protestó el 22 de octubre de 2019 contra la presencia exclusiva de hombres en la comisión de investigación de la masacre de Jartum . Señaló que muchas mujeres habían sido asesinadas o arrojadas al Nilo, 70 mujeres y hombres habían sido violados,   y tres mujeres víctimas de violación se habían suicidado después de la masacre, insistiendo en el hecho de que las mujeres deberían estar representadas como miembros de la comisión.  